# Abdon Pamich
Abdon Pamich (ur. 3 października 1933 we Fiume, obecnie Rijeka) – włoski chodziarz.
Rozpoczął karierę międzynarodową zajmując 7. miejsce w chodzie na 50 kilometrów na mistrzostwach Europy w 1954 w Bernie. Zwyciężył w tej konkurencji na igrzyskach śródziemnomorskich w 1955 w Barcelonie. Na igrzyskach olimpijskich w 1956 w Melbourne zajął 4. miejsce w chodzie na 50 kilometrów oraz 11. miejsce w chodzie na 20 kilometrów. Został srebrnym medalistą na dystansie 50 km podczas mistrzostw Europy w 1958 w Sztokholmie za Jewgienijem Maskinskowem z ZSRR.
Na igrzyskach olimpijskich w 1960 w Rzymie zdobył brązowy medal na 50 km za Donem Thompsonem z Wielkiej Brytanii i Johnem Ljunggrenem ze Szwecji. W 1961 zwyciężył na 50 km w Pucharze Lugano. 19 listopada tego roku w Rzymie ustanowił rekord świata w chodzie na 50 000 metrów (na bieżni) czasem 4:14:02,4. Został złotym medalistą w chodzie na 50 kilometrów na mistrzostwach Europy w 1962 w Belgradzie. Po raz drugi wygrał w tej konkurencji na igrzyskach śródziemnomorskich w 1963 w Neapolu.
Na igrzyskach olimpijskich w 1964 w Tokio zwyciężył w chodzie na 50 km. Zajął 3. miejsce w tej konkurencji Pucharze Lugano w 1965 w Pescarze. Obronił tytuł mistrzowski na 50 km mistrzostwach Europy w 1966 w Budapeszcie.
Późniejsze lata nie były już tak udane. Pamich nie ukończył chodu na 50 km na igrzyskach olimpijskich w 1968 w Meksyku. Na mistrzostwach Europy w 1969 w Atenach zajął 6. miejsce w chodzie na 20 km, a chodu na 50 km nie ukończył. Po raz trzeci zdobył tytuł mistrzowski na 50 km na igrzyskach śródziemnomorskich w 1971 w Izmirze. Na mistrzostwach Europy w 1971 w Helsinkach był w tej konkurencji 8. W swym ostatnim starcie olimpijskim na igrzyskach w 1972 w Monachium został zdyskwalifikowany w chodzie na 50 km. Był na tych igrzyskach chorążym reprezentacji Włoch.
Pamich był mistrzem Włoch w chodzie na 10 000 metrów w latach 1956 i 1958–1969, w chodzie na 20 kilometrów w latach 1958–1969 oraz w chodzie na 50 kilometrów w latach 1955–1968.